# Litoria ewingii
Litoria ewingii – gatunek płaza bezogonowego z podrodziny Pelodryadinae w rodzinie rzekotkowatych (Hylidae). 

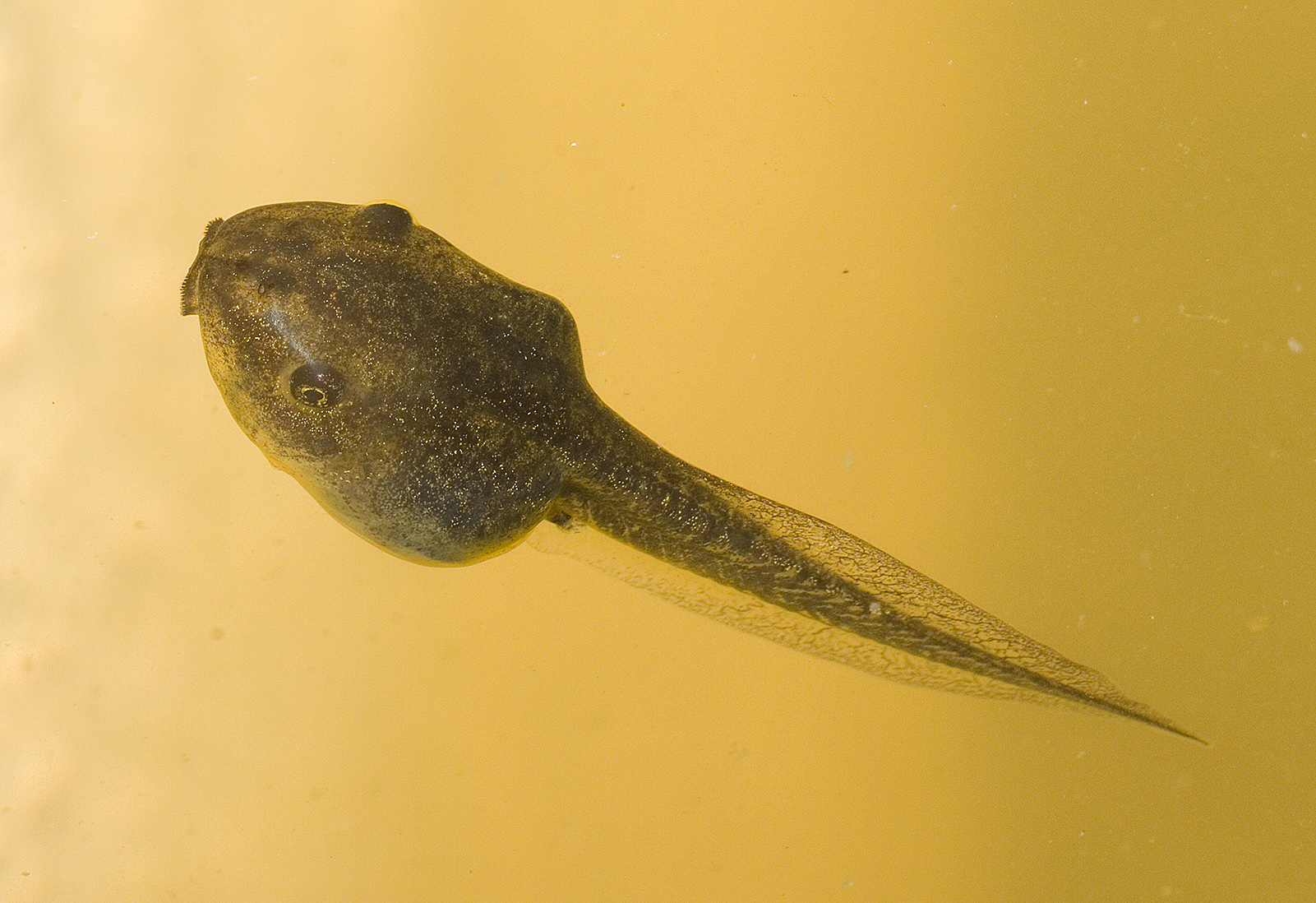
Kijanka

## Zasięg występowania
Jest to australijski gatunek żab występujący w południowo-wschodniej części Nowej Południowej Walii, w Wiktorii i południowo-wschodniej Australii Południowej, a także w całej Tasmanii i na wyspach w Cieśninie Bassa. Płaz ten został w 1875 roku zawleczony na Wyspę Południową Nowej Zelandii, skąd rozprzestrzenił się też na Wyspę Północną.

## Status
Jest to gatunek szeroko rozprzestrzeniony i pospolity, a trend jego liczebności oceniany jest jako stabilny. Populacja z Nowej Zelandii liczy wiele tysięcy osobników, choć odnotowano tam lokalne spadki liczebności, prawdopodobnie spowodowane przez chytridiomikozę.